# Лубич-Ныч, Лешек
Лешек Владислав Лубич-Ныч (пол. Leszek Władysław Lubicz-Nycz, 20 августа 1899 — 22 сентября 1939) — польский военный и спортсмен-фехтовальщик, призёр Олимпийских игр и чемпионатов мира.

## Биография
Родился в 1899 году в Бжеско (Австро-Венгрия). Во время Первой мировой войны служил в Польских легионах, после образования независимой Польши вступил в Войско Польское. Участвовал в советско-польской войне, был награждён Серебряным крестом ордена Virtuti Militari.
В межвоенный период служил в артиллерии. В 1930 году завоевал бронзовую медаль командного первенства на саблях Международного первенства по фехтованию в Льеже. В 1932 году стал обладателем бронзовой медали Олимпийских игр в Лос-Анджелесе. В 1934 году завоевал бронзовую медаль командного первенства на саблях Международного первенства по фехтованию в Варшаве (в 1937 году Международная федерация фехтования задним числом признала все проходившие ранее Международные первенства по фехтованию чемпионатами мира).
После начала Второй мировой войны погиб в бою с наступающими немецкими войсками.